# Territoriale abdij Wettingen-Mehrerau
De Territoriale abdij Wettingen-Mehrerau (Latijns: Abbatia territorialis Beatae Mariae Virginis de Maris Stella et de Augia Majore, Duits: Territorialabtei Wettingen-Mehrerau) is een cisterciënzenabdij in Mehrerau even buiten het centrum van de Oostenrijkse stad Bregenz, in de bondsstaat Vorarlberg. Op grond van het feit dat de abdij een territoriale abdij is, is de abt lid van de bisschoppenconferentie van Oostenrijk.

## Geschiedenis
De eerste kloostergemeenschap in Mehrerau werd gesticht door de Ierse monnik Columbanus in 611, die hier was terechtgekomen na verdreven te zijn van de Abdij van Luxeuil die hij in 590 had gesticht in Luxeuil. Een vrouwenklooster werd opgericht in de directe omgeving.
In 1079 werd het klooster hervormd door de monnik Gottfried, gezonden door abt Wilhelm van de abdij van Hirsau. De Regula Benedicti werd ingevoerd in de religieuze gemeenschap. In 1097 werd de abdij herbouwd door graaf Ulrich van Bregenz en herbevolkt door monniken van de abdij van Petershausen bij Konstanz.
In de 12e en 13e eeuw namen omvang en rijkdom van de abdij sterk toe en in de 16e eeuw beheerde de abdij 65 parochies.
In de 17e eeuw leed het klooster sterk onder de Dertigjarige Oorlog en de verwoestingen en plunderingen van Zweedse troepen. De 18e eeuw bracht herstel van de oude luister met de bouw een nieuwe kerk in 1738 en nieuwe kloostergebouwen die tussen 1774 en 1781 werden gebouwd.
Bij de Vrede van Presburg in 1805 aan het einde van de Derde Coalitieoorlog gaf Oostenrijk toe aan de Franse eisen, en ging Vorarlberg met de abdij en zijn gronden over naar Beieren. Daar had in 1803 reeds de Reichsdeputationshauptschluss plaatsgevonden met de bijhorende secularisering. Als gevolg daarvan werd de abdijgemeenschap in 1806 ontbonden. De waardevolle bibliotheek met kostbare boekwerken ging grotendeels in vlammen op. De kerk werd gesloten in 1807 en afgebroken. Met het sloopmateriaal werd de haven van Lindau aan de Bodensee vergroot.
In 1853 werden de resten van de abdij aangekocht door de gemeenschap van Kloster Wettingen, een Zwitsers voormalig klooster gelegen in Wettingen, Aargau dat in 1841 vanwege de secularisatie ontbonden was. Deze gemeenschap, die al meer dan een decennium op zoek was naar een nieuwe locatie, herstartte in 1854 in Mehrerau als cisterciënzenabdij van Wettingen-Mehrerau. De abt van de abdij is sindsdien eveneens formeel abt van Wettingen en prior van Mehrerau.